# NGC 3542
NGC 3542 este o radiogalaxie situată în constelația Ursa Mare. A fost descoperită în 26 martie 1884 de către Édouard Stephan⁠(d). Se află la o distanță de 129,19 de megaparseci de Pământ.